# Tommy Boy Records
Tommy Boy Entertainment (anteriormente conhecida como Tommy Boy Records) é uma gravadora que iniciou suas atividades em 1981 sendo Tom Silverman seu fundador. O selo é mundialmente famoso e reconhecido por sua significante contribuição para o desenvolvimento do hip-hop, dance music e música eletrônica.

## História
Após emprestar $5.000 de seus pais, Tom Silverman começou a publicar a revista bimestral Disco News (mais tarde renomeada para Dance Music Report), que durou 14 anos, a partir de Setembro de 1978.
Em 1985, a Warner Bros. Records comprou 50% do selo, e completou sua compra total em 1990. Silverman e seu braço-direito Monica Lynch se tornaram Vice-presidentes, inclusive da Warner. O que abriu um precedente nesta negociação é que a Warner permitiu que a Tommy Boy usasse uma distribuição independente com a opção de lançar novos artistas tanto pela Warner Bros. Records como pelo selo Reprise Records. Silverman comprou 50% de volta da Warner Bros em 1995 após a controvérsia entre Tipper Gore, C. Delores Tucker e a Time Warner fizesse que muitos artistas de hip-hop da WEA foram pesadamente censurados. Em 1995 uma joint venture chamada Penalty Recordings foi criada com Neil Levine, mas foi absorvida pela Tommy Boy em 1999. O selo Tommy Boy Gospel foi lançado em 1998 sob a direção de Max Seigel e Marvie Wright. No mesmo ano foram criados os selos Tommy Boy Black Label (especializado em  hip-hop alternativo) e Tommy Boy Silver Label (especializado em dance music).
Em 2001, Tom Silverman, em parceria com o  produtor- diretor Mic Neumann e sua companhia Dubtitled Entertainment, lançaram uma televisão independente, produtora e divisão de DVD chamada de Tommy Boy Films.
Em Janeiro de 2002, Tommy Boy se tornou independente novamente após o término de sua joint venture com a Warner Bros., que queria vendas mais altas do que o selo estava conseguindo. Silverman comprou os 50% restantes, os master tapes lançados até aquele momento se tornaram propriedade da Warner Music Group, e os artistas da Tommy Boy foram distribuídos entre os diversos selos da WEA, a marca registrada permaneceu com  Silverman, e a companhia foi rebatizada de Tommy Boy Entertainment LLC. O selo então licenciou seu catálogo com a Warner/Fox para relançamentos pela  Rhino/Atlantic Records.
Em 2005, Tommy Boy Silver Label foi renomeado Silver Label, se especializando em conteúdo LGBT.
Em 2007, o primeiro projeto da Tommy Boy Films, uma  série televisiva de meia-hora Kung Faux foi lançada em DVD após ter sido primeiramente licenciada para TVs em mais de 40 países em todo mundo, como STAR Asia, FOX Latin America, & Canal Plus Europe.

## Artistas
Esta lista inclui tanto ex-artistas como atuais que passaram pela Tommy Boy.
- 2XL
- 808 State
- Afrika Bambaataa
- Above The Law
- Apache
- Amber
- Big Noyd
- Biz Markie
- Bob Sinclar
- Broadcast
- Cantankerous
- Capone-N-Noreaga
- The Cliks
- Coldcut
- Coolio
- Daniel Cirera
- De La Soul
- Defari
- Digital Underground
- Disco D
- Dolce
- Everlast/House of Pain
- Fannypack
- Fresh Gordon
- Force MDs
- Gucci Mane
- Handsome Boy Modeling School
- House of Pain
- The House Jacks
- Information Society
- Jonzun Crew
- Joydrop
- Junior Vasquez
- K7
- Khia
- Kristine W
- Kung Faux
- LFO
- Lord Finesse
- J.C. Lodge
- Masters At Work
- Natural Elements
- Naughty by Nature
- Paris
- Pimpadelic
- Planet Patrol
- Plushgun
- Prince Paul
- Prince Rakeem
- Queen Latifah
- Roxanne Shante
- RuPaul
- Rustic Overtones
- Shabazz the Disciple
- Sneaker Pimps
- Stetsasonic
- Thunderpuss
- Timmy Gatling
- TKA
- Ultra Naté